# Storsaivis (meer)
Storvaisis is een meer in Zweden. Het meer ligt in de gemeente Gällivare en is ongeveer vier bij een kilometer. Er ligt een dorp met dezelfde naam Storsaivis aan het meer.